# Dolphin Tale
Dolphin Tale är en amerikansk film som hade biopremiär den 23 september 2011, regisserad av Charles Martin Smith. Den hade svensk premiär på DVD den 13 juni 2012. 
Filmen är baserad på den verkliga historien om delfinen Winter. Handlingen kretsar kring vänskapen mellan en pojke och en delfin, som blev av med sin stjärtfena i en krabbfälla. Delfinen befrias från krabbfällan av pojken (Sawyer), varpå Winter förs till ett marint center. Där arbetar flickan (Hazel), och hon och Sawyer blir goda vänner. Sawyer tror att Winter ska bli frisk och kunna simma igen med en protes. Winter spelar sig själv.

## Rollista (i urval)
- Harry Connick Jr. – Dr. Clay Haskett
- Ashley Judd – Lorraine Nelson
- Nathan Gamble – Sawyer Nelson
- Kris Kristofferson – Reed Haskett
- Cozi Zuehlsdorff – Hazel Haskett
- Morgan Freeman – Dr. Cameron McCarthy